# Cassius Dio
Lucius Cassius Dio Cocceianus (řecky Δίων ὁ Κάσσιος) (kolem 155 nebo 163/164 – po roce 229), známý jako Cassius Dio, Dio Cassius nebo Dio byl starověký římský historik a státní úředník. Vydal osmdesátisvazkové dějiny Říma počínaje příjezdem legendárního Aenea do Itálie přes následný rozvoj od založení města až do roku 229, tedy za období přibližně 1400 let. Některé z těchto knih sepisovaných po dobu 22 let se dochovaly v celku nebo částečně a poskytují tak novodobým badatelům detailní pohled na římskou historii.

## Biografie
Cassius Dio byl synem římského senátora Cassia Aproniana. Narodil se a byl vychován ve městě Nikaia v Bithýnii. Dle byzantské tradice byla jeho matkou dcera nebo sestra řeckého historika, řečníka a filosofa Diona Chrýsostoma. Jeho praenomen nejspíše bylo Lucius, ale na makedonském nápisu publikovaném v roce 1970 je uváděno Cl., tedy pravděpodobně Claudius. Ačkoli byl římským občanem, jeho původ byl řecký a psal v řečtině. Po celý život své rodné město miloval a nazýval jej svým domovem.
Většinu života působil jako státní úředník. Za vlády císaře Commoda působil jako senátor a po smrti Septimia Severa jako guvernér města Smyrny. Kolem roku 205 se stal konzulem. Taktéž působil jako prokonzul v provincicích Africa a Pannonia. Císař Alexander Severus si jej velmi vážil a učinil jej konzulem podruhé, i když Cassiova kousavá povaha rozzlobila pretoriánskou gardu, která požadovala jeho život. Po ukončení svého druhého konzulátu se již v pokročilém věku vrátil do své rodné země, kde zemřel.

## Římské dějiny
Dio je autorem 80 knih o římských dějinách (Rómaiké historiá), které sepsal po 22 letech badatelské práce. Toto dílo popisuje dějiny města a říše od příjezdu mytického Aenea do Itálie přes následné legendární založení města (753 př. n. l.) až do roku 229. Do 1. století př. n. l. sepisuje pouze souhrn událostí, poté je již jeho popis podrobnější. V době vlády císaře Commoda byl ale velmi obezřetný při popisu událostí, které se odehrály před jeho očima.
Do dnešní doby se zachovaly části prvních 36 knih, zejména podstatná část 35. a 36. knihy věnující se válkám s Mithridatem VI. Pontským. Následující knihy až do 54. jsou téměř kompletní a věnují se období mezi lety 65 př. n. l. až 12 př. n. l. 55. kniha se zachovala jen částečně. 56. až 60. kniha se dochovaly v celku a popisují období od Varovy porážky po úmrtí císaře Claudia. Následujících 20 knih se zachovalo pouze částečně jako stručný výpisek od mnicha Ioanna Xifilina žijícího v 11. století. Poslední kniha popisuje období mezi lety 222 až 229 (vláda Alexandra Severa).